# Maria Mancini

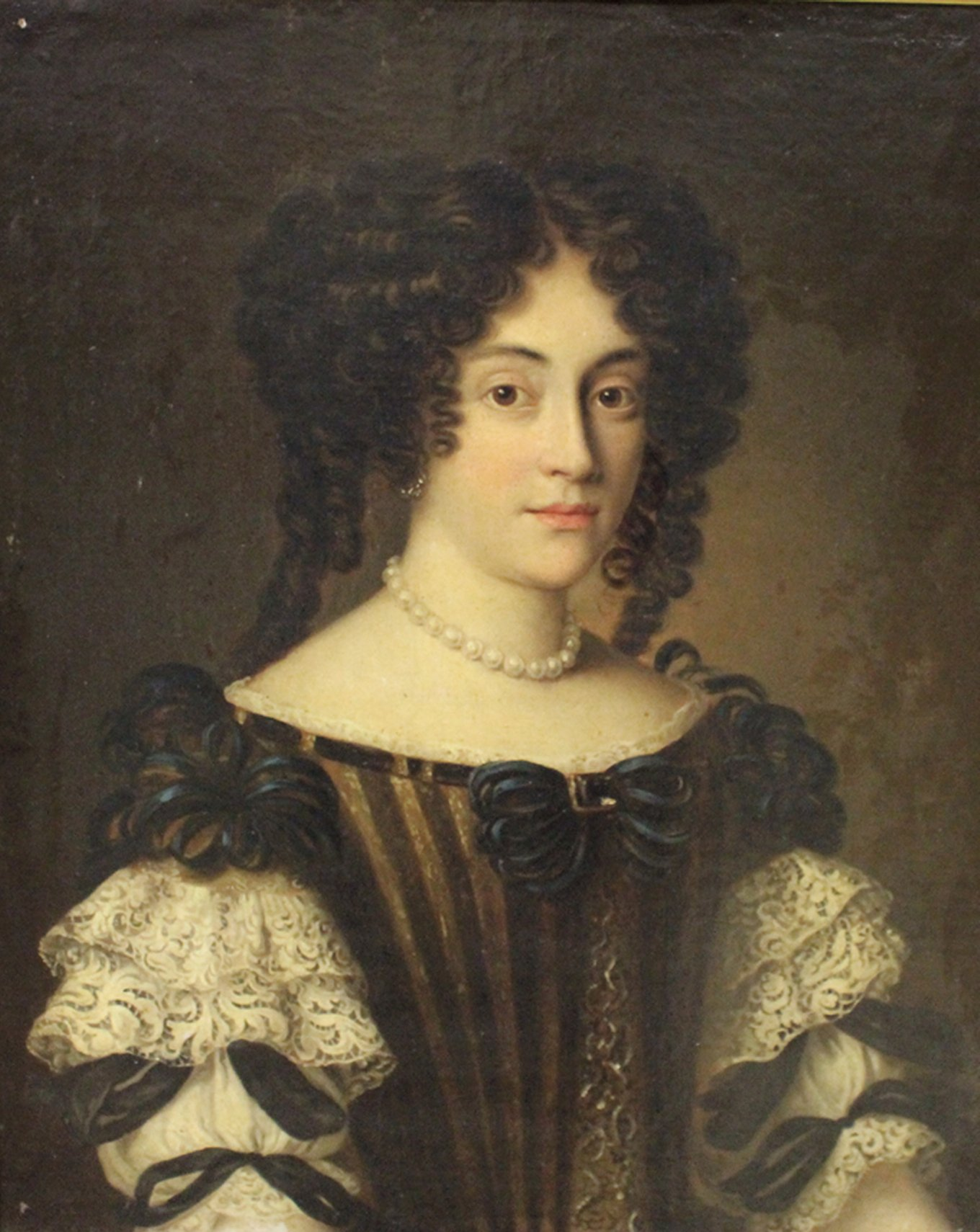
Portret van Maria Mancini
(ca. 1665), Jacob Ferdinand Voet

Maria Mancini (Rome, 28 augustus 1639 — Pisa, 11 mei 1715) was de middelste van de vijf dochters van Michele Lorenzo Mancini en Geronima Mazarini, een zus van kardinaal Mazarin. Ze had ook nog drie broers; Paul, Philippe en Alphonse.
Toen Maria in 1652 samen met drie van haar zussen door haar oom vanuit Rome naar Frankrijk gehaald werd om een voordelig huwelijk aan te gaan, bracht ze eerst enige tijd door bij haar oudste zuster Laura in Aix-en-Provence. Na haar aankomst in Parijs kreeg ze eerst anderhalf jaar onderricht in het Visitatieklooster van Saint-Antoine. In 1655 kwam ze in de hofkringen van het Louvre terecht. De mooie Mancinizussen en hun twee nichten stonden er al gauw bekend als de Mazarinettes en werden onder de hoede genomen door Anna, de koningin-moeder. Maria bezocht de literaire salons van Madame de Rambouillet en Madame de Sablé. In 1657 werd Maria de eerste grote liefde van Lodewijk XIV. Ze had een zeer grote invloed op de jeugdige koning. Hij begon zich voor literatuur te interesseren en zich te distantiëren van zijn moeder en kardinaal Mazarin. Beiden dachten aan trouwen, maar de kardinaal en de koningin-moeder waren er tegen. De platonische relatie eindigde toen Lodewijk zich gedwongen verloofde met prinses Maria Theresia van Spanje teneinde de Vrede van de Pyreneeën te bezegelen en een einde te maken aan de jarenlange uitputtende oorlog met Spanje. Maria Mancini werd van het hof verwijderd.
In 1661 trouwde Maria met Lorenzo Onofrio, vorst van Colonna (1637-1689), nadat een verbintenis met de hertog van Lotharingen mislukt was. Het echtpaar steunde in Rome de kunsten en het theater en de salons in het Palazzo Colonna wedijverden met die van de voormalige koningin Christina I van Zweden, die aan de overzijde van de Tiber woonde. Maria kreeg drie kinderen maar had een ongelukkig huwelijk. Haar man was haar ontrouw en ze vluchtte in 1672 samen met haar zuster Hortensia weer naar Frankrijk. Van hieruit reisden ze door half Europa en leefden in verschillende kloosters, vanaf 1675 voornamelijk in Madrid. In 1677 schreef ze haar memoires en ze was na Margaretha van Valois (koningin Margot) een van de eerste vrouwen in Frankrijk van wie een dergelijk werk gepubliceerd werd. Nadat haar man in 1689 was overleden reisde ze weer naar Italië en stierf daar in 1715, in hetzelfde jaar als haar jeugdliefde Lodewijk XIV.
Maria's uitgebreide correspondentie, - zij correspondeerde veertig jaar met een andere jeugdliefde Atto Melani -, bleef grotendeels bewaard en wordt bewaard in het Colonna familiearchief in het klooster van Santa Scolastica in Subiaco.

## Trivia
De naam Maria Mancini wordt sinds begin vorige eeuw ook als merknaam gebruikt voor een longfiller-sigaar vervaardigd in Honduras.
- Bibsys: 10006348
- Biblioteca Nacional de España: XX1353696
- Bibliothèque nationale de France: cb125443049 (data)
- Catàleg d'autoritats de noms i títols de Catalunya: 981058528301206706
- Gemeinsame Normdatei: 118781510
- International Standard Name Identifier: 0000 0001 0891 6791
- Library of Congress Control Number: n84184577
- Nationale Bibliotheek van Tsjechië: xx0190515
- Nationale Bibliotheek van Israël: 987007347287005171
- Nationale Bibliotheek van Polen: a0000001999697
- Nederlandse Thesaurus van Auteursnamen: 075034174
- Réseau des bibliothèques de Suisse occidentale: 02-A003555866
- Istituto Centrale per il Catalogo Unico: RAVV011666
- Système universitaire de documentation: 027496317
- Virtual International Authority File: 41953559
- WorldCat: E39PBJtrWxXrFYYbDm9tyKd4v3